# Hyrule Warriors: Age of Calamity
Hyrule Warriors: Age of Calamity är ett hack-and-slash-spel för Nintendo Switch utvecklat av Omega Force, publicerat av Koei Tecmo i Japan och av Nintendo världen över. Det är uppföljaren till Hyrule Warriors (2014) och en korsning mellan Nintendos Legend of Zelda-serie och Dynasty Warriors spelstil. Historien utspelar sig innan The Legend of Zelda: Breath of the Wild och man får följa bl.a. Zelda, Link och de andra förkämparna när de försöker förhindra att Calamity Ganon släpps lös och tar över världen. Age of Calamity släpptes den 20 november 2020.

## Gameplay
Upplägget i detta spel skiljer sig en del från föregående Hyrule Warriors, vars handling och karaktärer var ett potpurri av olika Zelda-spel. Handlingen i Age of Calamity utspelar sig 100 år innan Breath of the Wild och karaktärerna är endast tagna från detta spel, med några nya tillägg.

### Spelbara karaktärer
- Link
- Zelda
- Impa
- Mipha
- Daruk
- Revali
- Urbosa
- Hestu
- Sidon
- Yunobo
- Teba
- Riju
- Master Kohga
- King Rhoam
- Great Fairies
- Monk Maz Koshia
- Terrako

Utöver dessa kan man även i vissa sekvenser styra de fyra Divine Beasts; Vah Ruta, Vah Rudania, Vah Medoh samt Vah Naboris.